# Scambus indicus
Scambus indicus är en stekelart som beskrevs av Gupta och Tikar 1968. Scambus indicus ingår i släktet Scambus och familjen brokparasitsteklar. Utöver nominatformen finns också underarten S. i. dravidens.